# Monchy-Saint-Éloi
Monchy-Saint-Éloi är en kommun i departementet Oise i regionen Hauts-de-France i norra Frankrike. Kommunen ligger i kantonen Liancourt som tillhör arrondissementet Clermont. År 2022 hade Monchy-Saint-Éloi 2 161 invånare.

## Befolkningsutveckling
Antalet invånare i kommunen Monchy-Saint-Éloi
| Referens: INSEE |